# Martinez (cocktail)
Il Martinez è un cocktail a base di gin e vermut. Dal 2020 è incluso nella lista dei cocktail ufficialmente riconosciuti dall'IBA. È considerato il precursore del Dry Martini.

## Storia
L'origine del drink è incerta, viene attribuita al barman californiano Julio Richelieu, il quale lo avrebbe preparato la prima volta in un bar di Martinez per servirlo a un minatore. Altre fonti attribuiscono la paternità del cocktail a Jerry Thomas, considerato il barman più famoso della storia.

## Composizione
- 4,5 cl di gin
- 4,5 cl di vermut rosso
- un cucchiaio di Maraschino
- due gocce di orange bitter[1]

## Preparazione
Il cocktail si prepara versando gli ingredienti all'interno di un mixing glass con ghiaccio, mescolando delicatamente. Filtrare con uno strainer in una coppetta da cocktail precedentemente raffreddata. Decorare con una scorza di limone.